# Here for a Good Time
Here for a Good Time är titeln på det 39:e studioalbumet av amerikanska country artisten George Strait. Det släpptes September 6, 2011 via MCA Nashville. Strait co-producerade albumet med sin långtid producent  Tony Brown.  Albumet sålde 91.414 exemplar under sin första vecka.
Den 30 november 2011 fick albumet en nominering till 54:e Grammisgalan för Bästa Country album.

## Låtlista
| Nr           | Titel                                   | Kompositör                               | Längd |
| ------------ | --------------------------------------- | ---------------------------------------- | ----- |
| 1.           | Love's Gonna Make It Alright            | Al Anderson, Chris Stapleton             | 3:50  |
| 2.           | Drinkin' Man                            | Dean Dillon, Bubba Strait, George Strait | 4:27  |
| 3.           | Shame On Me                             | B. Strait, G. Strait                     | 2:39  |
| 4.           | Poison                                  | Chuck Cannon, Allen Shamblin             | 3:39  |
| 5.           | Here for a Good Time                    | Dillon, B. Strait, G. Strait             | 3:01  |
| 6.           | House Across the Bay                    | Dillon, B. Strait, G. Strait             | 3:36  |
| 7.           | Lone Star Blues                         | Gary Nicholson, Delbert McClinton        | 4:18  |
| 8.           | A Showman’s Life (featuring Faith Hill) | Jesse Winchester                         | 4:43  |
| 9.           | Three Nails and a Cross                 | Bobby Boyd, Dillon, B. Strait, G. Strait | 3:43  |
| 10.          | Blue Marlin Blues                       | Dillon, B. Strait, G. Strait             | 3:24  |
| 11.          | I’ll Always Remember You                | Dillon, B. Strait, G. Strait             | 3:54  |
| Total längd: | Total längd:                            | Total längd:                             | 41:13 |